# 特萬特佩克河
特萬特佩克河是墨西哥的河流，位於瓦哈卡州，河道全長240公里，流域面積10,090平方公里，平均流量每秒950立方米，最終注入特萬特佩克灣。

## 外部連結
- Atlas of Mexico, 1975 （页面存档备份，存于）